# Lucy Dixon
Pour les articles homonymes, voir Dixon.
Lucy Dixon, née le 9 août 1989 à Gee Cross (en) dans le Grand Manchester, est une actrice anglaise.

## Biographie
Lucy Dixon est connue pour son rôle de Danielle Harker dans la série télévisée Waterloo Road (en), 
ainsi que pour son rôle de Tilly Evans (en) dans la série télévisée Hollyoaks. 
Le couple formé par Jen Gilmore (en) (Amy Downham) et Tilly Evans est désigné par le mot-valise Jelly par les fans.

## Filmographie
- 2009 : Doctors (série télévisée) : Leanne Taylor
- 2007-2010 : Waterloo Road (en) (série télévisée) : Danielle Harker (46 épisodes)
- 2011 : Waterloo Road Reunited (série télévisée) : Danielle Harker (6 épisodes)
- 2012 : Bump (court métrage) : la fille
- 2013 : Hollyoaks Later (série télévisée) : Tilly Evans (5 épisodes)
- 2011-2014 : Hollyoaks (série télévisée) : Tilly Evans (144 épisodes)
- 2014 : La Fille et le Fleuve : une patiente
- 2014 : Scott & Bailey (série télévisée) : Chloe Michaels
- 2014 : Comedienne (court métrage) : Charlotte Murray
- 2015 : Casualty (série télévisée) : Chloe Wilkinson
- 2016 : Birds of a Feather (en) (série télévisée) : Emma